# 拉斯蒂海崖
60°44′S 45°37′W / 60.733°S 45.617°W
拉斯蒂海崖（英語：Rusty Bluff），是南極洲的海崖，位於南奧克尼群島的西格尼島，處於帕爾港西面，海拔高度225米，在1947年由英國研究隊測量，現時由南極條約體系管理。